# Oligoryzomys griseolus
Oligoryzomys griseolus är en däggdjursart som först beskrevs av Wilfred Hudson Osgood 1912.  Oligoryzomys griseolus ingår i släktet Oligoryzomys och familjen hamsterartade gnagare. IUCN kategoriserar arten globalt som livskraftig. Inga underarter finns listade i Catalogue of Life.
Denna gnagare förekommer i bergstrakter i norra Colombia och kanske i angränsande områden av Venezuela. Arten lever i bergsskogar och i buskstäppen Páramo.